# Camelot 3000
Camelot 3000 var en tolvnummers maxiserie utgiven av DC Comics åren 1982-1985. Denna riddarhistoria i science fiction-miljö var författad av Mike W. Barr och tecknad av Brian Bolland med tuschning av Terry Austin.
År 3000 har stora delar av Jorden blivit invaderade av utomjordingar. Hjältekonungen Kung Arthur har lovat att återvända när England behöver honom, vilket han gör tillsammans med trollkarlen Merlin, Drottning Guinevere och riddarna kring det Runda Bordet. Det är inte bara Arthurs allierade och vänner som har återvänt från de döda.
Serien blev väl mottagen när den kom, och kan ses som lite av en mjukstart på DC:s satsning på serier för en mognare publik. En grafisk egenhet med Camelot 3000 var att alla sidor var utfallande, det vill säga att trycket gick ända ut till sidans kant. Det fanns med andra ord ingen vit, otryckt ram ytterst på sidorna.
"Camelot 3000" har gått på svenska i Gigant, Magnum Special och Fantomen. Den har också utgivits i egna album.